# Jaime Quintanilla Ulla
Jaime Quintanilla Ulla (Ferrol, La Coruña, 9 de mayo de 1919 - Ferrol, 28 de octubre de 2002) fue un político y médico español, militante del PSdeG-PSOE, y el primer alcalde de la ciudad de Ferrol de la democracia.

## Trayectoria
Hijo de Jaime Quintanilla Martínez, último alcalde de Ferrol durante la República. Licenciado en Medicina por la Universidad de Santiago de Compostela y titulado en Graduado Social. Fue alcalde de Ferrol por el PSdeG-PSOE en las primeras elecciones democráticas y continuó como alcalde hasta 1987. Escribió El complejo mundo del suicidio (1994) y colaboró en La Voz de Galicia.
Académico numerario de la Real Academia de Medicina y Cirugía de Galicia, recibió la Medalla de San Raimundo de Peñafort, la Cruz al Mérito Naval y la Cruz de la Orden Civil de Sanidad.
Durante el intento de golpe de Estado del 23 de febrero de 1981, Quintanilla se atrincheró de manera propagandística en el ayuntamiento de Ferrol junto con varios ciudadanos y representantes sociales de la ciudad. No obstante el capitán general Miguel Romero Moreno controló la plaza y, finalmente, no se produjeron incidentes reseñables.